# Municipio de Santo Domingo Roayaga
El municipio de Santo Domingo Roayaga es uno de los 570 municipios del estado mexicano de Oaxaca. Su cabecera es la localidad de Santo Domingo Roayaga.

## Población
Tiene un aproximado de 500 habitantes, debido al fenómeno de emigración, de cada 10 habitantes 6 emigran a diferentes partes de la república mexicana, específicamente a la ciudad de Oaxaca, al Estado de México, y últimamente a los USA.

## Lenguaje
En Santo Domingo se alterna el idioma zapoteco que es la lengua materna con el idioma español. El zapoteco que se habla en Roayaga es el variante de Sierra de Juárez Oaxaca.

## Política
La asamblea popular es la máxima autoridad. En ella se reúnen todos los jefes de familia y mayores de edad, debaten y discuten sobre quiénes ocuparán los cargos municipales, llegando al final a un consenso.La población se rige por una forma de gobierno propia, conocido como "usos y costumbres" y las "autoridades" municipales no son representadas por ningún partido. Los usos y costumbres reivindican al pueblo y le dan identidad, además de conservar sus costumbres.
Los asuntos jurídicos se gestiona en San Ildefonso Villa Alta.

## Educación
Cuenta con una escuela primaria y una telesecundaria. Los alumnos que continúan estudiando la educación medio superior van a Villa Alta, Tabaa, San Pedro Cajonos o la ciudad de Oaxaca.

## Religión
La religión predominante es el catolicismo, aunque hay también minorías como los Testigos de Jehová pero que no representan más del 10% de la población total. Santo Domingo posee una gran cantidad de celebraciones religiosas siendo la más importante el del santo patrono del pueblo, fiesta anual que se celebra la primera semana de agosto.

## Cultura
Cuenta con Banda Filarmónica de Santo Domingo Roayaga que se encargan de amenizar todas amplia festividades de pueblos, e interpretan las música de los diferentes tipos de danzas regionales como lo son: la "danza de los abuelitos" "danza de los negritos.
El músico compositor más destacado es Luis Sánchez, aunque radica en el Estado de México, las composiciones de sus temas esta estrechamente relacionado con el pueblo de Roayaga, como lo son: el tema "Mujer Roayageña", "Chopa nola" escrito en zapoteco y traducido es "Dos Mujeres" entre otros., Actualmente Luis es trompetista e integrante de una banda con sede en Estado México

## Deporte
El Basketball, es el deporte que más se practica en el pueblo de Roayaga, el cual se hace una selección de jugadores para representar al pueblo de Roayaga en el evento deportivo anual celebrado en la fiesta del santo patrono del pueblo, con la participación de los diferente selecciones regionales circunvecinos

## Infraestructura
En el centro del pueblo se concentran las construcciones principales del pueblo como lo son: las escuelas, la iglesia, el palacio municipal, el centro de salud, la banda sinfónica municipal, centro de cómputos, la cocina municipal, y alguno que otro comercio como ferretería y tienda de ropa.
La infraestructura publica del pueblo cuenta con carretera rural, alumbrado público, red teléfono rural y algunas personales, drenaje, y red de agua potable.

## Flora y fauna
Cuenta con una gran diversidad de fauna. Los que se aventuran por el bosque pueden llegar a ver distintos tipos de animales tales como tigrillo puma, marta, ardilla, águila, zopilote, corre camino y tapir armadillo, entre otros. Creando un marco majestoso a la vista del ser humano sobre los cerros una flora con un verde impresiónate con ríos y arroyo los meses de junio, agosto, septiembre. En la floresta, predominan los árboles de encino y el ocote.
Los habitantes de Santo Domingo Roayaga se dedican a la agricultura, en la siembra de distintos tipos de cosecha como el de café, plátanos, caña, maíz y el frijol.